# 社会主义替代 (西班牙)
社会主义替代（西班牙語：Alternativa Socialista）是西班牙的一个托洛茨基主义政党。该党原名革命社会主义。2017年，该党与另一个托派组织“革命左翼”合并，合并后的组织以“革命左翼”为名。2019年，革命社会主义重建。后来，该党改用现名。该党的意识形态是社会主义、马克思主义、托洛茨基主义。该党的政治立场是极左翼。该党实行集体领导。该党出版西班牙语月刊《差距》（La Brecha）和加泰罗尼亚语月刊《差距》（La Bretxa）。该党是国际社会主义替代的支部。